# Miller Anderson (musicien)
Pour l’article ayant un titre homophone, voir Miller Anderson.
Pour les articles homonymes, voir Anderson.
Miller Anderson (né le 12 avril 1945 à Houston dans le Renfrewshire en Écosse) est un guitariste et chanteur de blues basé au Royaume-Uni. À côté d'une carrière en solo, il a notamment joué avec Ian Hunter, le Keff Hartley Band, le Spencer Davis Group, T.Rex et Jon Lord.

## Biographie
A ses débuts, dans les années 1960, avant que l'un ou l'autre n'obtienne un succès significatif, il travaille beaucoup avec Ian Hunter dans des groupes tels que The Scenery et At Last The 1958 Rock 'n' Roll Show (plus tard appelé Charlie Woolfe) et est référencé sur le titre All American Alien Boy (en) de l'album de 1976 de Hunter (« Et bien, je me souviens de tous les bons moments que Miller et moi avons appréciés, monter et descendre la M1 dans un jouet yo-yo lumineux »). Anderson sera plus tard invité sur deux albums solo de Hunter.
En plus de poursuivre sa propre carrière solo, il est membre du Keef Hartley Band. Les autres groupes auxquels Anderson a été associé sont : le Spencer Davis Group, Broken Glass (en), The Dukes (en), Mountain, Savoy Brown, T. Rex et Chicken Shack.
En 2000, il se produit au Royal Albert Hall lors d'un concert de Deep Purple.
Début 2006, il rejoint le British Blues Quintet (en) avec Maggie Bell, Zoot Money (en), Colin Hodgkinson et Colin Allen.
En 2011, il rejoint le Jon Lord Blues Project en compagnie de Jon Lord (claviers), Pete York (batterie), Zoot Money (claviers), Maggie Bell (chant) et Colin Hodgkinson (basse).
Au printemps 2016, Anderson retourne en studio et en juillet 2016 sort un nouvel album, Through The Mill.

## Discographie

### Solo
- Bright City (1971)
- Celtic Moon (1998)
- Bluesheart (2003, re-issue 2007)
- Chameleon (2008)
- From Lizard Rock (DCD 2009)
- Live at Rockpalast (MIG Music – MIG 90 352) CD 2010
- Through The Mill (2016 - Anderson / Sherman Productions)
- Live in Vienna (2017 - Brücken Ton)

### Keef Hartley Band
- Halfbreed (1969)
- The Battle of North West Six (en) (1969)
- The Time is Near (en) (1970)
- Overdog (en) (1971)
- Little Big Band – Live at the Marquee (1971)

### Hemlock
- Hemlock (1972)

### Savoy Brown
- Boogie Brothers (1974)

### Dog Soldier
- Dog Soldier (1975)

### The Dukes
- The Dukes (album, 1979)

### Spencer Davis Group
- Live in Manchester 2002 (2003/2004, DVD / CD)

### British Blues Quintet
- Live in Glasgow 2006 (2007)

### Jon Lord Blues Project
- Jon Lord Blues Project Live (en) (2011)

### Participations
- Two Weeks Last Summer (en) (1972, Dave Cousins)
- Overnight Angels (1977, Ian Hunter)
- Short Back and Sides (1981, Ian Hunter)
- Superblues (1994, Pete York)
- Swinging Hollywood (1994, Pete York)
- Pictured Within (1998, Jon Lord)
- Live at the Royal Albert Hall (2000, Deep Purple)
- Not for the Pro's (2002, Ian Paice)
- Beyond the Notes (2004, Jon Lord)
- Beyond the Notes Live (en) (2004, Jon Lord, DVD)
- The Boy in the Sailor Suit (en) (2007, Dave Cousins)
- Hotel Eingang (2008, Chris Farlowe)